# Caparrones
Les caparrones (au singulier : caparrón pinto ou caparrón) sont une variété de haricot rouge dont la graine est plus courte et plus ronde que les espèces communes. Il est typique de la région de La Rioja (Espagne) et de certaines régions voisines. Par extension, le nom caparrones est donné au ragoût préparé avec ce haricot, l'un des plats les plus importants de la cuisine de La Rioja. Le chorizo local ne doit pas manquer dans sa préparation.

## Caractéristiques
Son importance culturelle peut être comparée à celle de la fabada dans les Asturies. Par exemple, lorsque quelqu'un veut rabaisser la force ou l'endurance d'une autre personne, il dit : « Tu aurais dû manger plus de caparrones », indiquant qu'il s'agit d'un aliment riche en énergie. Ils sont également associés aux flatulences. Plusieurs établissements de la région sont connus sous ce nom (Mesón los Caparrones, etc.).
Dans tous les villages, sa culture ne manque pas dans les jardins maraîchers, ceux de Castañares de Rioja, Anguiano et Belorado étant célèbres. Les bâtons obtenus à partir de branches de divers arbres, comme le peuplier, ou d'arbustes, comme le sureau, qui servent à guider la croissance de la plante (type rampant) sont appelés palos de caparrón et sont généralement regroupés en gerbes dans les meules de foin pendant l'hiver, lorsqu'ils ne sont pas utilisés, pour être réutilisés l'année suivante. Cependant, il existe également des variétés dites « sans bâton », car elles ne poussent pas très haut et n'ont pas besoin de support.